# トルクメン人
トルクメン人（トルクメンじん、トルクメン語: Türkmen、ロシア語: Туркмены、英語: Turkmen）は、中央アジアに居住するテュルク系民族である。
最も多くトルクメン人を抱える国はトルクメニスタンであり、ウズベキスタン、タジキスタン、コーカサスのスタヴロポリ地方にも居住するほか、イラン、アフガニスタン西北部にも少数のトルクメン人が住んでいる。1997年当時のトルクメニスタンに居住していたトルクメン人の推定人口は約3,250,000人、1979年当時のソビエト連邦全土には約2,028,000人のトルクメン人が住んでいた。

## 語源
民族の名前である「トルクメン」の語源は判明しておらず、「トルク」はテュルク（Turk）を指すと考えられているが、「メン」の意味は明らかになっていない。「トルコ人、私」を意味する「トゥルク・メン（Turk-men）」、「トルコ人らしい」を意味する「トゥルク・マネンド（Truk-manend）」、「トルコ人・コマン人」を意味する「トゥルク・コマン（Turk-koman）」などが語源に挙げられている。

## 部族集団
トルクメン人の民族学者ジキエフは、テュルク・モンゴル系民族から形成されたカザフ、ウズベクなどの他の中央アジアのテュルク系民族の部族名がモンゴル、古代テュルクの伝統を色濃く残しているのに対し、テュルクと先住者との混血によって形成されたトルクメンなどの民族の部族名にはオグズの部族名が多く含まれていることを指摘している。トルクメン人の下位集団はティーレ、タイーパと呼ばれ、一例として以下の部族集団が挙げられる。
- テケ（テッケ） - アシガバート、メルヴなどトルクメニスタン南部
- エルサル（エルサリ、アルサリ） - ケルキ、サヤトなどトルクメニスタン東部
- ヨムート（ヨムト、ヨムド） - ベレケト（カザンジュク）（英語版）、イランルなどトルクメニスタン西部・北部
- サリク（サルク） - ムルガプ（英語版）、タグタバザル（英語版）などトルクメニスタン南東部
- サリル（サラル、サルル） - チャルジェヴ、ムルガプなどトルクメニスタン東部
- ギョクレン - ガルガラ、イランルなどトルクメニスタン南部
- チャウドゥル （チョヴドゥル、チョウドル）- トルクメニスタン北部、アム川下流域

それぞれの部族、その下位集団は互いに争っていたが、共通の敵が現れた時には団結して抵抗した。
社会主義国時代のトルクメニスタンにも部族集団の伝統は残り、部族単位に分かれて権力闘争が展開された。特定の部族に権力が集中しないよう、異なる部族の出身者が交代して第一書記の地位に就いていた。コルホーズは部族組織に基づいて割り当てられ、行政区画は部族連合時代の勢力範囲と重なっていた。1985年にサパルムラト・ニヤゾフが第一書記に就任した際には、彼の出身部族であるテケ部族の人間は34年ぶりに自分たちの代表が指導者となったと受け止めていたと言われている。

## 歴史
トルクメン人の起源には不明な点が多い。
トルクメン人はテュルク系民族よりも前に中央アジアに居住していた土着の民族との混血によって形成されたと考えられている。10世紀以降、イスラーム世界の歴史書ではテュルク系民族のオグズの別称としてトゥルクマーンという名称が使われるようになるが、トルクメン人とトゥルクマーンの直接的な関係は明確にされていない。オグズ起源説のほか、マッサゲタイ、エフタル、サルマタイ、アランなどのステップ地帯の遊牧民とマルギアナ、パルティア、ホラズムなどの定住民との混血によって民族が形成された説も唱えられている。
トルクメン人の民族形成は14世紀から15世紀にかけての時期に終了、あるいは15世紀以後に始まったと考えられている。15世紀から16世紀にかけての時期にはすでにトルクメン人はカスピ海東岸に居住しており、16世紀初頭のマンギスタウ半島には多数の部族が混在していた。
17世紀から19世紀にかけて、トルクメン人はカスピ海沿岸部からコペトダグ山麓やアム川下流域のホラズム地方に移住し、半農半牧の生活を営むようになる。カラクム砂漠の水位の低下による牧畜用水の不足やマンギト、カルルク、カザフなどのモンゴル系民族の圧迫が、トルクメン人の移住を引き起こしたと考えられている。コペトダグではイラン系の定住民、ホラズムではウズベクやサルトと衝突し、次第にトルクメン人はオアシスでの居住地を確保していく>。また、オアシスへの移住の過程でトルクメン文学の伝統が形成され、詩人マグトゥム・グルなどの文人が現れる。しかし、オアシス地帯への移動に伴って部族間の抗争が激化し、それぞれの部族の力は衰退していった。
多数の部族に分かれたトルクメン人はブハラ・ハン国、ヒヴァ・ハン国、イランへの服従と離反を繰り返していた。17世紀から18世紀にかけてのウズベク国家とイランの史料には、トルクメン人のヨムド部族とテケ部族の抗争についての記録が残されている。また、トルクメン人はイラン人・ロシア人奴隷の捕獲を行っていたことでも知られている。1832年にガージャール朝イランは略奪行為への報復としてサラフスのサリル部族を、1845年にはテケ部族を攻撃し、テケ部族はサリル部族が放棄して無人となったサラフスに移住した。当初テケ部族はホラーサーンの知事と良好な関係を築き、イランでの略奪行為を控えていたが、ヒヴァ・ハン国のサラフス攻撃を撃退した勢いに乗じてイランに侵入し、略奪を行った。イランの反撃を受けたテケ部族はサラフスから追われてメルヴに移り、この地に住んでいたサリク部族を追放して勢力を確立する。
19世紀半ばからトルクメン人は中央アジアに進出するロシア帝国に圧迫されていく。1869年にロシアがカスピ海東岸にクラスノヴォーツク要塞を建設するとトルクメン人とロシアの対立は激化する。1880年から1881年のギョクデペの戦いを経て、大部分のトルクメン人がロシアが設置したトルキスタン総督府の管轄下に入った。ロシア帝国は支配下に置いていた中央アジアの現地民を徴兵の対象としていなかったがトルクメン人の勇猛さを認め、1885年にトルクメン騎馬連隊を創設した。
ロシア革命の後、次第にトルクメン人の民族的統一が進展していく。ヒヴァ・ハン国の支配地域に属していたトルクメン人は都市部に居住するウズベク人と対立し、1916年にトルクメン人のジュナイド・ハンがヒヴァを占領する事件が起きるが、ジュナイド・ハンの軍はロシア軍によってヒヴァから追放される。1918年に再びジュナイド・ハンはヒヴァに入城して独裁を敷くが、ソビエト政権とヒヴァ北部で反乱を起こしたトルクメン人の攻撃を受けてカラクム砂漠に逃走し、ヒヴァ・ハン国は消滅する。ソビエト政権が1924年に行った民族境界画定によってトルクメン・ソビエト社会主義共和国が成立し、これまで複数の国に分かれて居住していたトルクメン人は民族単位で構成される単一の国家にまとめられた。社会主義国家建設の過程で、トルクメン語の表記法の改良、教育制度の改革が試みられた。
1991年にソビエト連邦が解体した後、トルクメン・ソビエト社会主義共和国はトルクメニスタンとして独立し、大統領サパルムラト・ニヤゾフによる独裁政治が敷かれた。ニヤゾフ政権ではプロテスタントの宣教師の弾圧、西洋芸術の否定、トルクメン人の民族衣装の強制といった民族主義的な政策が推進されていた。2006年12月にニヤゾフが没した後、後継者に指名されたグルバングル・ベルディムハメドフはニヤゾフ体制からの脱却、現代化を進めている。

## 習俗
トルクメン人はオグズ語群に含まれるトルクメン語を話す。トルクメン語は言語的には中央アジアの他のテュルク系言語よりもオスマン語やアゼルバイジャン語に近く、部族ごとに方言的な差異がある。トルクメン人は口承文芸の伝統を持ち、『ゴルクトゥ・アタ』『ギョログル』『ユスフとアフマド』などの叙事詩を生み出した。ドゥタールという撥弦楽器を奏でる詩人はバグシュと呼ばれ、その一人である18世紀の詩人マグトゥム・グルは偉人として敬意を払われている。
トルクメン人の間ではスンナ派のイスラム教が信仰されているが、シャリーア（イスラーム法）は厳格に遵守されておらず、アダット（慣習法）が守られている。土着の信仰と合わさったスーフィズム（神秘主義思想）の影響力も強く、有力なシャイフの一族は聖氏族（オヴラト）として特権的な地位を得ていた。
トルクメン人は木にフェルトを張ったユルトを住居とし、定住生活を送るようになった後もユルトは夏季の住居として使用されている。ユルトが並ぶトルクメン人の集落はアウル（Aul）と呼ばれ、姻戚関係で結ばれている大家族の集団で構成されている。
トルクメン人は本来遊牧民だったが、17世紀半ばから半遊牧生活に移行してオアシス地域に居住するようになり、灌漑による農耕、牧畜、手工業などで生計を立てていた。一つの集落に牧畜民（チャルワ）と定住農耕民（チョムル）が共存し、西部地域にはヒツジ、ラクダ、馬を飼う半遊牧民が多く住んでいた。バルカン（バルハン）山脈に居住するトルクメン人は農耕をほとんど行わず、砂漠地帯で遊牧を行うトルクメン人は井戸の周囲の草地に生える牧草を家畜に与え、冬と春に蓄えた雨水を飲料水として利用していた。家事は女性に委ねられ、家畜の世話、畜産物の加工、毛織物の生産といった家計を支える重要な仕事を担うトルクメン人女性は近隣の定住者の農民や商人の女性よりも社会的地位が高く、多くの自由を得ていた。男性の主な仕事は牧草地と井戸の管理、遊牧の先導、家畜と領域の護衛で、それらの仕事には馬が不可欠だった。ソビエト連邦時代のトルクメン人は綿花、ブドウ、野菜などの栽培や乳牛の飼育に従事していた。
初期のトルクメン人は部族民が選出した名目上の代表者（ハン）を置いていたが、やがて世襲制の君主が部族集団を率いるようになった。1880年代までのトルクメン人社会には純血（イグ）、奴隷（グル）、女奴隷（ギルナク）、自由人と女奴隷の子（ヤルィム）からなる身分制度が存在し、グルの子孫は7代後にイグとなることを認められていた。かつてトルクメン人がイランなどで行っていた家畜・財産・住民の略奪行為はアラマンと呼ばれ、トルクメン人のイラン化の進展に大きな役割を果たしたと考えられている。18世紀から19世紀のテケ部族の男性の多くはトルクメン人の妻のほかに、アラマンで獲得した1-2人のギルナクを妻妾としていたといわれている。

## 衣服

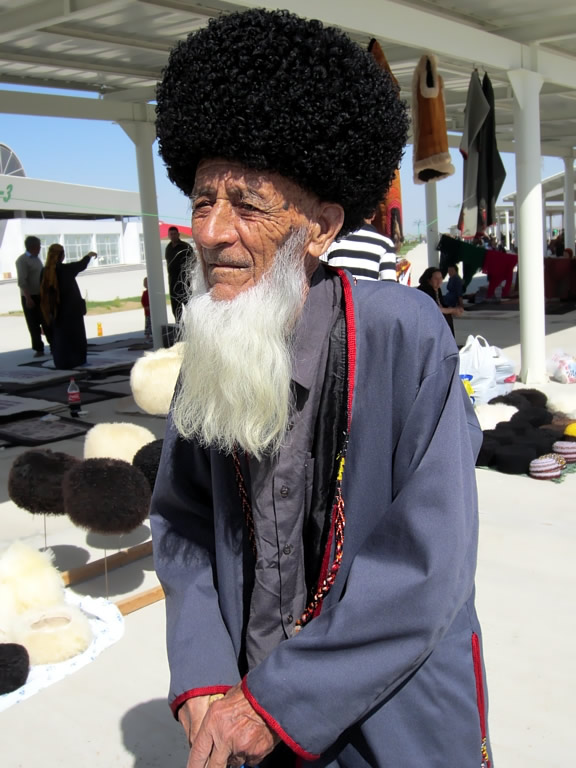
テルペクを着用した男性

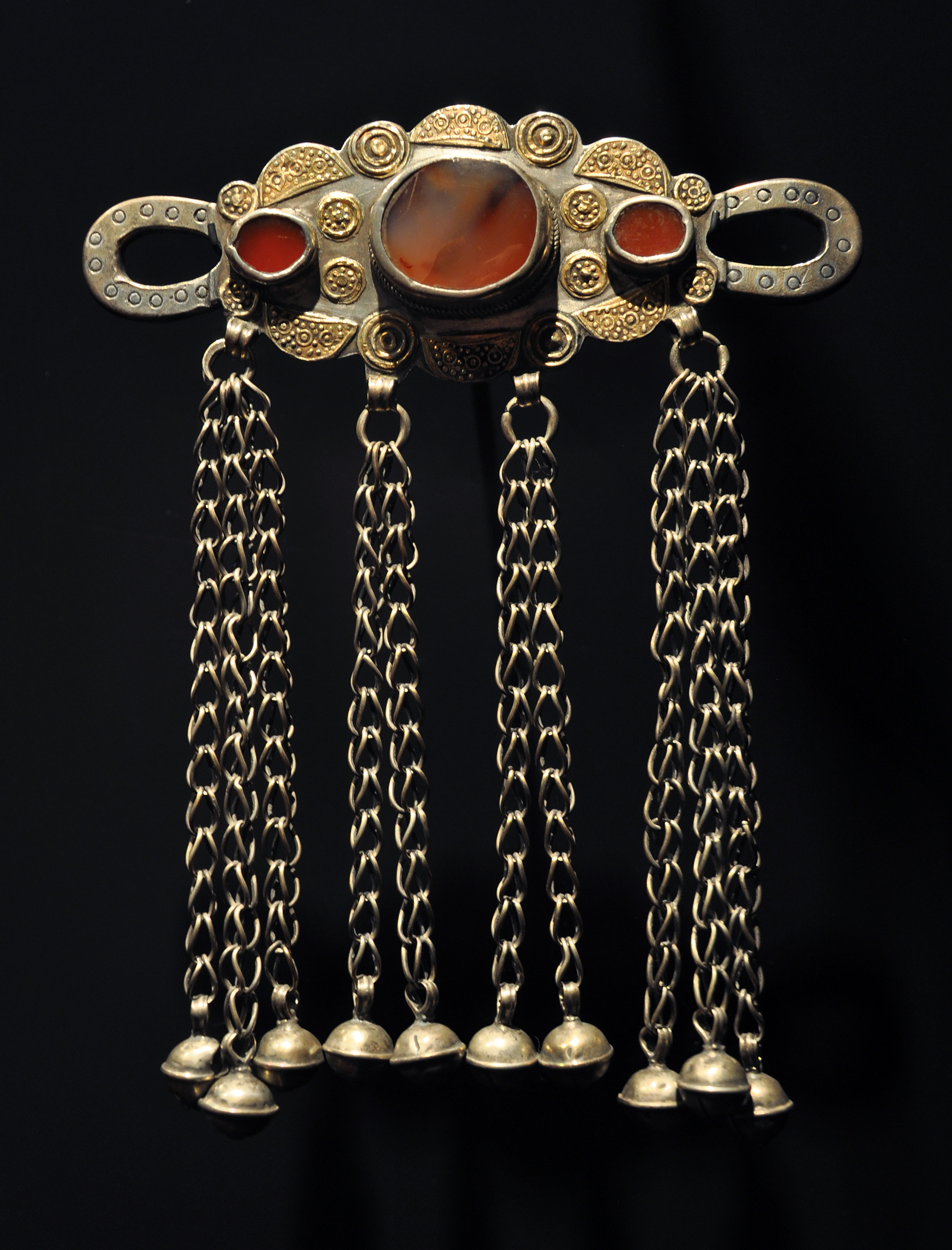
装身具

トルクメン人の男女はバラクと呼ばれるズボンとクイネクと呼ばれるシャツを伝統的な衣服として着用している。生後間もない頃から死ぬまで着用する縁無しの帽子はタヒヤと呼ばれ、男性は外出時にテルペクと呼ばれる羊毛の帽子をタヒヤの上に被る。また、かつてはターバンも着用されていた。伝統的な衣服は主に年配者が着用し、若い女性は民族衣装を部分的に取り入れ、若い男性は洋服を着用している。
男性の場合、外出の際にシャツの上からチャパン（チャパンス）と呼ばれるマントを羽織る。チャパンは色、素材、模様によって名前が変わり、ドン、チェクメン、イチメク、ポストゥンなどの名前でも呼ばれている。バラクを締める帯はグシャクと呼ばれ、かつては花嫁が花婿のために作ったグシャクを贈る習慣があった。短剣は男性の民族衣装の一部と見なされており、セイウチの骨で作られた柄と部族独自の文様が掘られた鞘からなり、イランの都市の工房で作られたものが多い。トルクメン人の男性用の靴は底が柔らかい長靴のメシ、メシの上から履くカヴシという靴の二種類がある。ほか、つま先がとがった革靴のチョカイ、牧夫用のエルケン、チェペク、踵の高い乗馬用のエジクなどの靴がある。
トルクメン人の女性も男性と同様にズボンを着用するが、裾口を狭くしてサソリやヘビが服の中に入り込むことを防いでいる。女性は結婚と同時に頭を頭布や帽子で覆い隠し、髪を2-4本のお下げに編んで頭の両側に垂らすようになる。外出時はチャブイトと呼ばれる上着や被衣をまとって頭と体を覆い隠し、被衣にはテケ部族のチルプイ、ヨムート部族のプーレンジェクなどの衣服が知られている。細やかな刺繍が施されたチルプイの制作には手間がかかり、ロシア革命、それに続く工業化によって家庭の女性の社会進出が進展すると、袖に腕を通して着るクルテと呼ばれる簡素な被衣が使われるようになる。女性の間では赤色が好まれているが、テケ部族の女性は赤地にくすんだ黄の縞模様が入った布地を使い、またヨムート部族の女性は紫色や暗緑色を好んでいる。
トルクメン人の間では装身具が高い価値を持ち、20世紀に入っても貨幣は装身具に加工しない限り無価値なものと見なされる状態が長く続いていた。また、女性の頭部を強調する装身具や子供の衣服に付けられる装身具には、災いをもたらす邪視をそらす役割があると信じられている。富裕層の若い女性は多くの装身具を身に付けているために身動きが取りにくく、花嫁が身に付ける装身具の総重量は17kgに達していたと記されている。1890年代にトルクメン人女性を診察したロシアの軍医たちは脊柱変形が多く見られることを報告し、こうした症状は装身具の重量と数に起因すると判断している。装身具の処分の決定権は女性にあり、家族が困窮したときには装身具を売り払う代わりに、経済状況が好転したときには売却した装身具の代わりとなるものを最初に要求することができた。

## 食文化
羊乳は栄養源として重宝され、そのまま飲むほかにチーズに加工して保存される。祝宴や高い地位にあった男性の葬儀の場などでは、野菜やパンと一緒に羊やラクダの肉が食べられていた。
羊肉は家畜の肉付きが最もいい9-10月頃に屠殺した雄羊が食用にされることが多く、ひも状に切った肉を羊脂で焼いて食べる。冷えると膜を張る羊脂は保存料としても利用され、羊脂を塗った肉は冬期の保存食にされる。

## 遺伝子
トルクメン人にはハプログループQ (Y染色体)が高頻度に見られる。Grugni et al. (2012) では42.6% (29/68)、Di Cristofaro et al. (2013) では33.8% (25/74)、Zhabagin et al. (2017) では73% (61/83)、Karafet et al. (2018) では50.0% (22/44) (Q-M25のみ)観察される。
ミトコンドリアDNAハプログループからは、モンゴロイドとコーカソイドの混血であることが示されているほか、トルクメン人と南部シベリア人のみで見つかっている多型をもつ2つの特異的なmtDNAマーカーがみられる。

## イランのトルキャマーン

イランのアーシューラーデ島のトルキャマーン

ロシアの南下に伴ってアトレク川にイランとの国境線が敷かれた後、トルクメン人は国境線によって分断された。
イランに住むトルクメン人はトルキャマーンと呼ばれ、カスピ海東岸からトルクメニスタンの国境にかけての地域に居住している。トルキャマーンの部族はグークラーン（ギョクレン）、ヨムートが大部分を占め、少数のノクーリー、テケが属している。1924年から1925年にかけてトルキャマーンはイランからの独立を主張したが、イラン政府によって独立運動は弾圧された。1979年のイラン革命の際にもトルキャマーンは自治運動を起こしたが失敗に終わっている。